# Mörtgöl (Tryserums socken, Småland, 645173-153585)
Mörtgöl är en sjö i Åtvidabergs kommun i Småland och ingår i Vindåns huvudavrinningsområde. Sjön har en area på 0,033 kvadratkilometer och ligger 60,3 meter över havet.

## Delavrinningsområde
Mörtgöl ingår i det delavrinningsområde (645177-153521) som SMHI kallar för Utloppet av Önn. Medelhöjden är 64 meter över havet och ytan är 18,77 kvadratkilometer. Räknas de 6 avrinningsområdena uppströms in blir den ackumulerade arean 82,62 kvadratkilometer. Avrinningsområdets utflöde Vindån (Fänån) mynnar i havet. Avrinningsområdet består mestadels av skog (65 procent) och jordbruk (10 procent). Avrinningsområdet har 2,74 kvadratkilometer vattenytor vilket ger det en sjöprocent på 14,6 procent.